# Chlorocarpa pentaschista
Chlorocarpa pentaschista är en tvåhjärtbladig växtart som beskrevs av Arthur Hugh Garfit Alston. Chlorocarpa pentaschista ingår i släktet Chlorocarpa och familjen Achariaceae. Inga underarter finns listade i Catalogue of Life.